# Автомагістраль A17 (Литва)
Автомагістраль A17 — магістральна дорога в Литві, об’їздна Паневежиса. Протяжність дороги 22,28 кілометра. 
Дорога починається на багаторівневому перехресті з магістральними дорогами A2 Вільнюс — Паневежис і A8 Паневежис — Аристава – Сіткунай. Це територія Паневежського району. З заходу оминає місто Паневежис. Дорога здебільшого побудована з профілем 2+1. Цей профіль характеризується наявністю 1 смуги для руху в один бік і 2 смуг для іншого, і ця конфігурація змінюється кожні кілька кілометрів, оскільки дорога з 1 смугою розширюється до 2-смугової та звужується до 1-смуги для зустрічного руху, і навпаки.

## Історія
Будівництво кільцевої дороги почалося в 10-х роках 20 століття. Спочатку була побудована ділянка між A2 і A9. Пізніше обхід Паневежиса було продовжено до A10 дорога. Тепер цей шлях є частиною автошляху E67.

## Дивись також
- Транспорт Литви